# Campionato Panamericano 1956
Il Campionato Panamericano 1956 fu la seconda edizione dell'omonima manifestazione sportiva. Fu giocata a Città del Messico, dal 26 febbraio al 18 marzo, nel 1956, e fu vinta per la seconda volta dal Brasile.

## Risultati
26 febbraio, 1956, Città del Messico -  Messico 1 - 1  Costa Rica
28 febbraio, 1956, Città del Messico -  Argentina 0 - 0  Perù
1º marzo, 1956, Città del Messico -  Brasile 2 - 1  Cile
4 marzo, 1956, Città del Messico -  Messico 0 - 2  Perù
6 marzo, 1956, Città del Messico -  Argentina 4 - 3  Costa Rica
6 marzo, 1956, Città del Messico -  Brasile 1 - 0  Perù
8 marzo, 1956, Città del Messico -  Costa Rica 2 - 1  Cile
8 marzo, 1956, Città del Messico -  Brasile 2 - 1  Messico
11 marzo, 1956, Città del Messico -  Argentina 3 - 0  Cile
13 marzo, 1956, Città del Messico -  Brasile 7 - 1  Costa Rica
13 marzo, 1956, Città del Messico -  Messico 0 - 0  Argentina
15 marzo, 1956, Città del Messico -  Perù 2 - 2  Cile
17 marzo, 1956, Città del Messico -  Costa Rica 4 - 2  Perù
18 marzo, 1956, Città del Messico -  Messico 2 - 1  Cile
18 marzo, 1956, Città del Messico -  Brasile 2 - 2  Argentina
| Pos. | Squadra    | Pts | G | V | N | P | GF | GS | DR |
| ---- | ---------- | --- | - | - | - | - | -- | -- | -- |
| 1    | Brasile    | 9   | 5 | 4 | 1 | 0 | 14 | 5  | 9  |
| 2    | Argentina  | 7   | 5 | 2 | 3 | 0 | 9  | 5  | 4  |
| 3    | Costa Rica | 5   | 5 | 2 | 1 | 2 | 11 | 15 | -4 |
| 4    | Perù       | 4   | 5 | 1 | 2 | 2 | 6  | 7  | -1 |
| 5    | Messico    | 4   | 5 | 1 | 2 | 2 | 4  | 6  | -2 |
| 6    | Cile       | 1   | 5 | 0 | 1 | 4 | 5  | 11 | -6 |